# Glödhake
Glödhake (Calliope pectardens) är en fåtalig östasiatisk bergslevande tätting som numera placeras i familjen flugsnappare.

## Kännetecken

### Utseende
Glödhaken är en 15 cm lång fågel med stor skillnad mellan han- och hondräkt. Hanen har vitt på stjärten och brandgul strupe och bröst kantat av svart. Ovansidan är skifferblå och under örontäckarna syns en vit fläck. Honan är brunfärgad med orangebeige undersida.

### Läte
Sången är ett utdraget flöde av fantastiska härmningar uppblandat med torra drillar och hårda elektriska toner.

## Utbredning och systematik
Glödhaken förekommer i bergstrakter från sydöstra Tibet till västcentrala Kina, övervintrande till nordöstra Myanmar. Tidigare har glödhake och svartstrupig näktergal (C. obscura) betraktats som färgmorfer av samma art. Studier av läte, utseende och genetik visar dock att de är olika arter. Den behandlas som monotypisk, det vill säga att den inte delas in i några underarter.

### Släktestillhörighet
Arten har tidigare först till släktet Luscinia, men genetiska studier visar att det släktet är parafyletiskt, där arterna i Calliope är närmast släkt med Myiomela och till exempel blåstjärtarna i Tarsiger än med näktergal (L. luscinia).

### Familjetillhörighet
Glödhaken och dess släktingar ansågs fram tills nyligen (liksom bland andra buskskvättor, stentrastar, rödstjärtar) vara små trastar. DNA-studier visar dock att de är marklevande flugsnappare (Muscicapidae) och förs därför numera till den familjen.

## Levnadssätt
Glödhaken häckar i täta snår i dalar och utmed vattendrag inom bergsskogar på 2700-3700 meters höjd. Vintertid har den hittats i buskvegetation, men även i våtmarker och mangroveträsk i Sundarbans, Bangladesh. Fågeln födosöker på marken efter leddjur. Inget är känt om dess häckningsbiologi.

## Status och hot
Denna art är mycket dåligt känd och de enda rapporterna om häckning kommer från ett enda område. Den har dessutom troligen minskat i antal till följd av habitatförstörelse på både häckplats och i dess övervintringsområden. I brist på mer information kategoriserar internationella naturvårdsunionen IUCN arten som nära hotad och uppskattar dess världspopulation preliminärt till 10.000-20.000 individer. Den tros dock vara kraftigt underrapporterad på grund av att dess otillgängliga häckningsområde sällan besöks av ornitologer.